# Акжол (Абайская область)
Акжол (каз. Ақжол) — село в Аксуатском районе Абайской области Казахстана. Входит в состав Ойшиликского сельского округа. Код КАТО — 635859300.

## Население
В 1999 году население села составляло 126 человек (65 мужчин и 61 женщина). По данным переписи 2009 года, в селе проживали 74 человека (38 мужчин и 36 женщин).